# 野拔子
野拔子（学名：Elsholtzia rugulosa）为唇形科香薷属下的一个种。

## 扩展阅读
- 維基物種上的相關：野拔子